# Pinus yunnanensis
Pinus yunnanensis ist ein immergrüner Nadelbaum aus der Gattung der Kiefern (Pinus) innerhalb der Familie der  Kieferngewächse (Pinaceae). Die zwei bis drei Varietäten kommen im südwestlichen China vor. Diese Art hat in China große wirtschaftliche Bedeutung, das Holz wird auf verschiedenste Arten genutzt, aus dem Harz wird Terpentin gewonnen und aus der Rinde Tannine.

## Beschreibung

### Habitus
Pinus yunnanensis wächst als immergrüner Baum mit Wuchshöhen von bis zu 30 Metern und Stammdurchmesser von bis zu 100 Zentimetern oder seltener als Strauch. Der Stamm von Bäumen ist monopodial und manchmal in der Kronenregion gegabelt. Die Stammborke ist graubraun, unter Witterungseinfluss grau, längsrissig, schuppig, zerbricht in unregelmäßige Platten und blättert in kleinen oder großen Streifen ab. Die Äste stehen waagrecht oder krümmen sich nach unten und bilden eine kuppelförmige oder flache Krone. Benadelte Zweige sind kräftig, nach dem Abwurf der Nadeln durch Pulvini rau und kahl. Die Rinde der jungen, dicken, meist kräftigen Zweige ist rötlich-braun und später grau-braun. Die Zweige können innerhalb eines Jahres eine Länge von 35 Zentimeter erreichen.

### Knospen und Nadeln

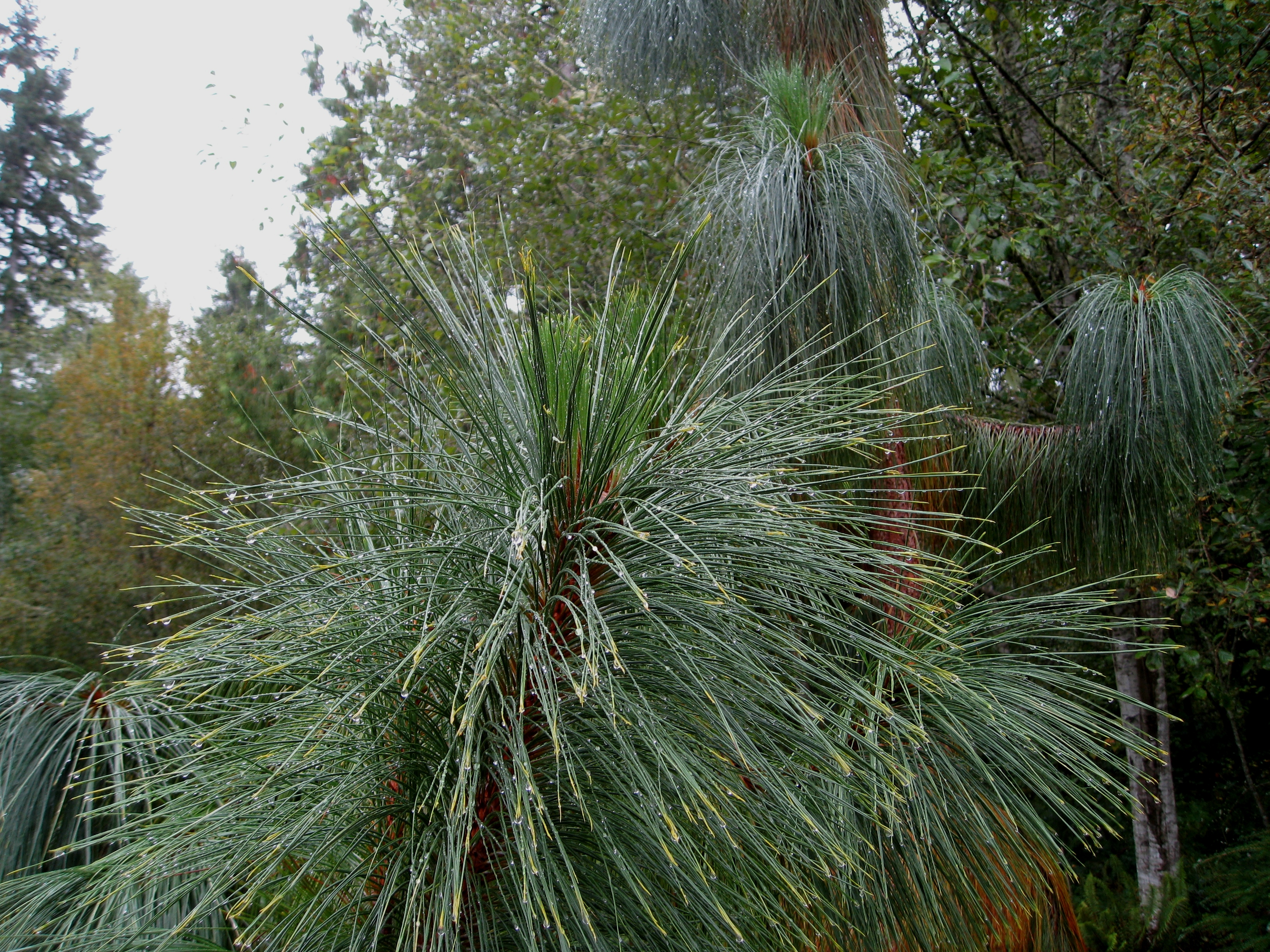
Zweige und Nadeln

Die Winterknospen sind rot-braun, eiförmig-länglich mit spitzem oberen Ende. Endständige Knospen sind bis zu 25 Millimeter lang, seitenständige Knospen sind kleiner und harzfrei. Die Knospenschuppen sind angedrückt und rot-braun. Die Nadeln wachsen selten paarweise meist zu dritt in einer bleibenden, 10 bis 15 Millimeter langen, basalen Nadelscheide. Die Nadeln sind hell-grün, gerade, dünn, biegsam, leicht verdreht, meist 7 bis 20, selten bis 30 Zentimeter lang und 1 bis 1,2 Millimeter dick, mit fächerförmig-dreieckigen oder halbkreisförmigen Querschnitt, mit fein gesägten Rändern und spitzem oder zugespitztem Ende. Nur die längsten Nadeln sind hängend. Je Nadel werden vier oder fünf mittige oder näher an der Oberfläche liegende Harzkanäle gebildet. Auf allen Nadelseiten gibt es feine Spaltöffnungslinien.

### Zapfen und Samen

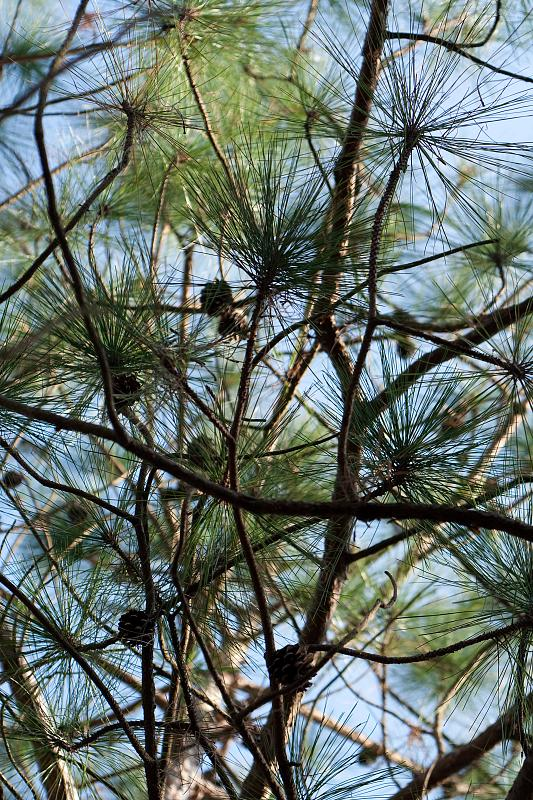
Zweige mit Samenzapfen

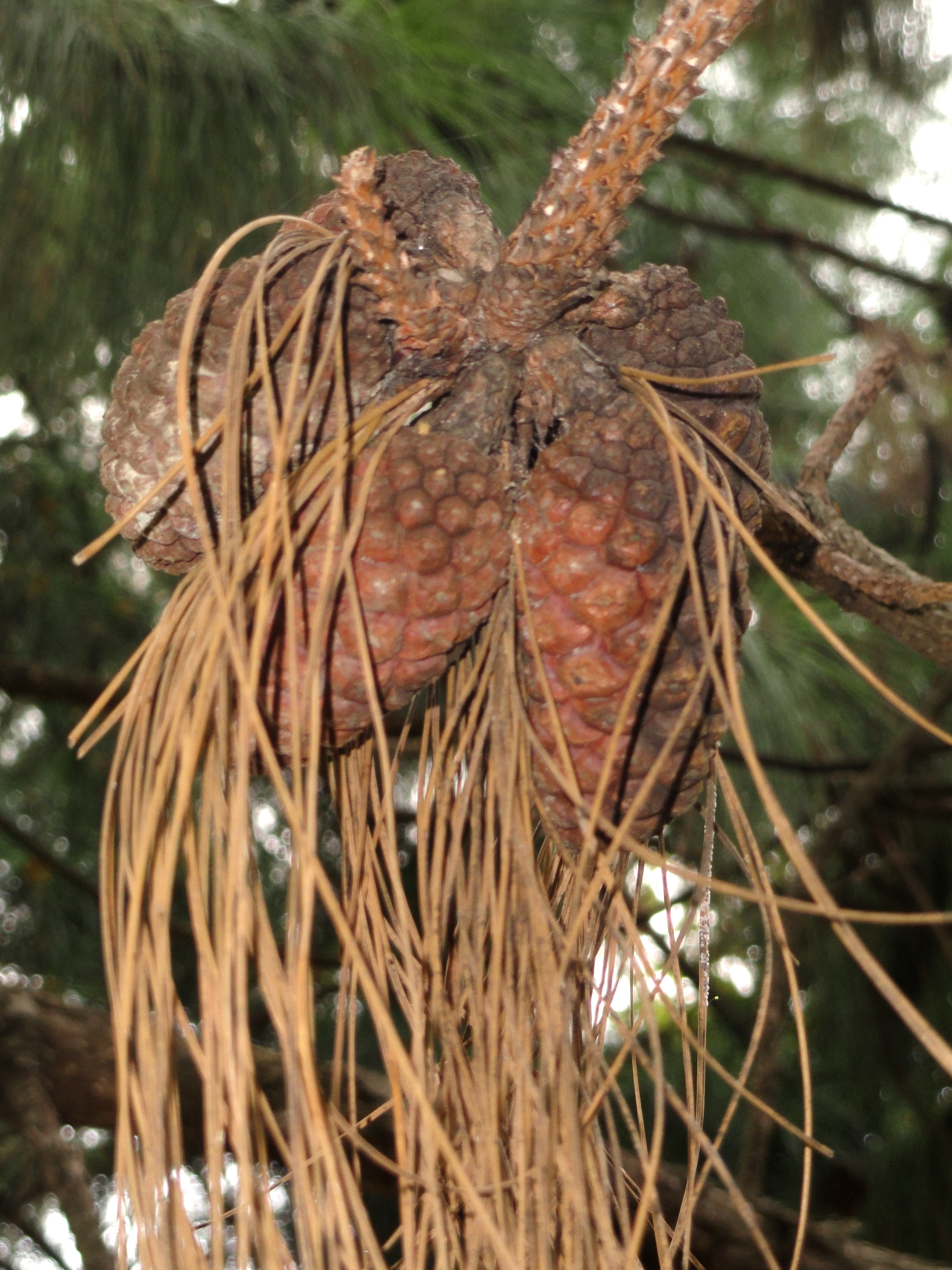
Samenzapfen

Die Pollenzapfen sind bei einer Länge von etwa 2 Zentimetern kurz zylindrisch und gelb. Die Samenzapfen wachsen paarweise oder in Wirteln von bis zu fünf kurz gestielten oder beinahe sitzenden Zapfen. Die Samenzapfen sind bei einer Länge von 5 bis 10 manchmal 11 Zentimetern, beinahe symmetrisch, geschlossen eiförmig-konisch mit Durchmessern von 3,5 bis 4,5 Zentimetern und geöffnet mit Durchmessern von 5 bis 7 Zentimetern. Sie öffnen sich früh, bleiben dann jedoch noch mehrere Jahre am Baum. Die Samenschuppen sind holzig, steif, länglich bis verkehrt-eiförmig und stehen mit Ausnahme der Basis weit waagrecht ab. Die Apophyse ist erhöht, unterschiedlich geformt, quer gekielt und reift von grün zu hell- bis kastanien-braun. Der Umbo ist flach oder erhöht und mit einem kleinen Stachel bewehrt. Die Samen sind eiförmig, 4 bis 5 Millimeter lang und braun. Der Samenflügel ist 12 bis 15 Millimeter lang, etwa 6 Millimeter breit, hell-braun oder grau-braun. Die Bestäubung erfolgt im April und Mai, die Samen reifen im Oktober.
Die Chromosomenzahl beträgt 2n = 24.

## Vorkommen und Gefährdung
Das natürliche Verbreitungsgebiet von Pinus yunnanensis liegt in südwestlichen chinesischen Provinzen südliches Sichuan, in Yunnan, östliches Guizhou und östliches Guangxi.
Pinus yunnanensis bildet ausgedehnte Wälder in Tälern, Schluchten und auf Berghängen in Gebirgen in Höhen von 400 bis 3100 Metern. Sie wächst häufig auf trockenen und sonnigen Hängen und erreicht teilweise die Baumgrenze, wo sie alpines Buschland bildet. Sie gedeiht gut auf wenig fruchtbaren, flachen und felsigen Böden und widersteht in großen Höhen auch strengen Frost. Sie wächst meist in Reinbeständen, manchmal auch zusammen mit anderen Kiefern (Pinus) wie Pinus armandii, Pinus tabuliformis und Pinus kesiya, aber auch mit Keteleeria evelyniana und mit bedecktsamigen Bäumen und Sträuchern.
In der Roten Liste der IUCN wird Pinus yunnanensis als nicht gefährdet („Lower Risk/least concern“) geführt. Es wird jedoch darauf hingewiesen, dass eine Neubeurteilung ausständig ist.

## Systematik
Pinus yunnanensis ist eine Art aus der Gattung der Kiefern (Pinus) in der sie der Untergattung Pinus, Sektion Pinus und Untersektion Pinus zugeordnet ist. Sie wurde 1899 von Adrien René Franchet in Journal de Botanique (ed. Morot) Band 13, S. 253 als Pinus yunnanensis erstmals wissenschaftlich beschrieben. Das Artepitheton yunnanensis verweist auf die chinesische Provinz Yunnan, von wo sie erstmals wissenschaftlich beschrieben wurde.
Pinus yunnanensis ähnelt Pinus tabuliformis und bildet mit dieser Art eventuell die Hybride Pinus ×densata, der als Pinus densata Mast. auch Artstatus eingeräumt wird. Pinus yunnanensis wird manchmal als Unterart von Pinus kesiya oder als Varietät von Pinus insularis angesehen, die selbst nur als Varietät Pinus kesiya var. langbianensis gilt. Zur Klärung dieser Punkte sind genauere genetische Untersuchungen ausständig, bis dahin wird der Artstatus meist beibehalten (Stand 2010).
Je nach Autor gibt es zwei oder drei Varietäten:
- Pinus yunnanensis var. yunnanensis bildet bis zu 30 Meter hohe Bäume mit nicht oder nur leicht hängenden, 10 bis 20 manchmal bis 30 Zentimeter langen Nadeln mit vier bis sechs Harzkanälen. Die Samenzapfen öffnen sich bei Reife und fallen nach Abgabe der Samen ab. Das Verbreitungsgebiet liegt im Süden Sichuans, in Yunnan und im Osten von Guizhou und Guangxi.[5][8]
- Pinus yunnanensis var. pygmaea (Hsueh f.) Hsueh f. wächst buschförmig bis zu 2 Meter hoch in alpiner Umgebung. Die Nadeln sind 7 bis 13 Zentimeter lang, steif, nicht hängend und haben zwei oder drei Harzkanäle. Die Samenzapfen wachsen in Gruppen und bleiben lange am Baum, die Samen werden nicht in einem bestimmten Zeitraum des Jahres, sondern abhängig von den Umweltbedingungen abgegeben. Das Verbreitungsgebiet liegt im Südwesten Sichuans und in Yunnan. Dort wächst sie in Höhen zwischen 2200 und 3100 Metern.[9][10]
- Pinus yunnanensis var. tenuifolia W.C.Cheng & Y.W.Law bildet bis zu 30 Meter hohe Bäume mit hängenden, 20 bis 30 Zentimeter langen und weniger als 1 Millimeter dicken Nadeln mit vier bis sechs Harzkanälen. Die Samenzapfen öffnen sich bei Reife und fallen nach Abgabe der Samen ab. Das Verbreitungsgebiet liegt in Guangxi und Guizhou in Flusstälern in Höhen von 400 bis 1200 Metern.[11] Die Unterschiede dieser Varietät zu yunnanensis sind jedoch so gering, dass Aljos Farjon die Varietät tenuifolia nicht anerkennt und sie der Varietät yunnanensis zuordnet.[12]

## Verwendung

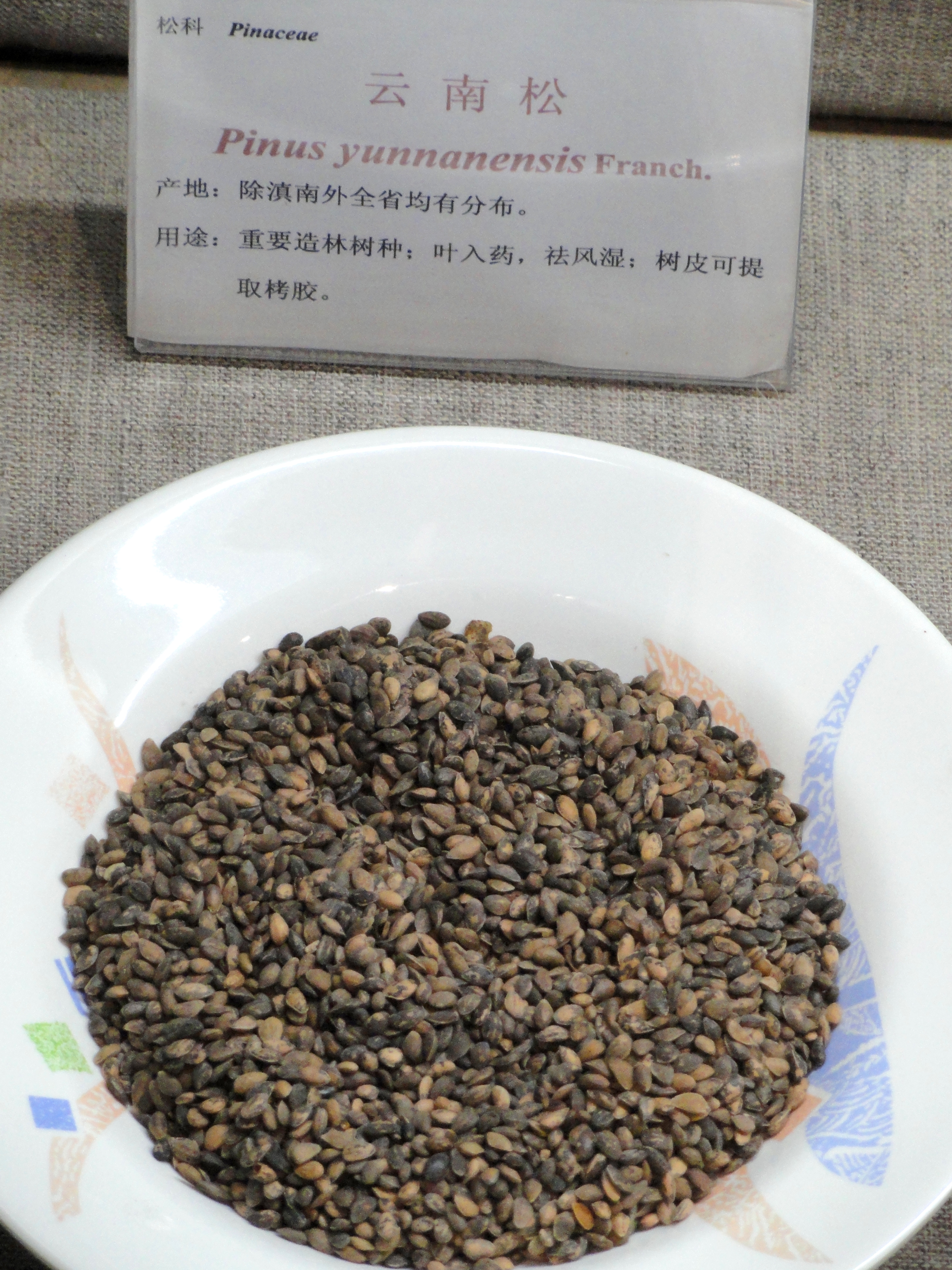
Samen

Pinus yunnanensis hat in China eine große wirtschaftliche Bedeutung und wächst natürlich auf einer Fläche von 5,5 bis 6 Millionen Hektar und wird auf einer Fläche von 275.000 Hektar kultiviert (Stand 2010). Das Holz wird als Brennholz, als Rundholz für Pfosten, Strom- und Telefonleitungen, als Bauholz, für Zäune und Tore und als Verpackung für den Transport verwendet. Es dient zur Herstellung von Möbeln, Sperrholz, Zellstoff und Zellulose. Aus dem Harz wird Terpentin gewonnen, aus der Rinde Tannine. Die Nadeln werden als Viehfutter verwendet oder destilliert um Öl und medizinische Produkte herzustellen. Bäume werden auch als Windschutz und zum Schutz vor Erosion gepflanzt. In China ist sie auch ein beliebter Zierbaum, wird jedoch kaum in anderen Ländern, Ausnahme sind Arboreten, gepflanzt. Es handelt sich um eine Pionierpflanze, die ein invasives Verhalten zeigen kann.